# Park Narodowy Katmai
Park Narodowy Katmai (ang. Katmai National Park and Preserve) – park narodowy położony w południowej części stanu Alaska w Stanach Zjednoczonych. Założony 2 grudnia 1980. Park zajmuje powierzchnię 19 122 km². Centralnym miejscem parku jest wulkan Katmai, natomiast inspiracją do jego powstania (wcześniej jako narodowego pomnika USA) była Dolina Dziesięciu Tysięcy Dymów – pamiątka wybuchu wulkanu Novarupta w 1912 roku.

## Fauna
Na terenie Parku Narodowego Katmai występuje jedna z największych chronionych populacji niedźwiedzia brunatnego, których liczbę szacuje się na ok. 2000 osobników.
Ponadto na terenie parku występują m.in.: wilki, łosie, karibu, łososie oraz pstrągi.